# Associazione Calcio Novara 1959-1960
Questa voce raccoglie le informazioni riguardanti l'Associazione Calcio Novara  nelle competizioni ufficiali della stagione 1959-1960.

## Rosa
| N. |                   | Ruolo | Calciatore              |
| -- | ----------------- | ----- | ----------------------- |
|    | Italia (bandiera) | A     | Benito Albini           |
|    | Italia (bandiera) | C     | Ambrogio Baira          |
|    | Italia (bandiera) | A     | Gianmarco Calleri       |
|    | Italia (bandiera) | A     | Bruno Canto             |
|    | Italia (bandiera) | D     | Giancarlo Cella         |
|    | Italia (bandiera) | D     | Battista Corbani        |
|    | Italia (bandiera) | C     | Silvio Feccia           |
|    | Italia (bandiera) | P     | Sergio Re Ferrè         |
|    | Italia (bandiera) | C     | Giambattista Galimberti |
|    | Italia (bandiera) | P     | Fausto Lena             |
|    | Italia (bandiera) | A     | Fulvio Macchi           |
|    | Italia (bandiera) | A     | Adriano Manzino         |

| N. |                   | Ruolo | Calciatore          |
| -- | ----------------- | ----- | ------------------- |
|    | Italia (bandiera) | A     | Paolo Mentani       |
|    | Italia (bandiera) | D     | Giorgio Miazza      |
|    | Italia (bandiera) | C     | Roberto Passarin    |
|    | Italia (bandiera) | C     | Mario Renosto       |
|    | Italia (bandiera) | P     | Cesare Rusconi      |
|    | Italia (bandiera) | D     | Carlo Scaccabarozzi |
|    | Italia (bandiera) | C     | Giorgio Scaglia     |
|    | Italia (bandiera) | D     | Elio Stella         |
|    | Italia (bandiera) | C     | Celestino Testa     |
|    | Italia (bandiera) | D     | Giovanni Udovicich  |
|    | Italia (bandiera) | D     | Diego Zanetti       |
|    | Italia (bandiera) | C     | Pierluigi Zeno      |

## Risultati

### Campionato

#### Girone di andata
| 20 settembre 1959 1ª giornata | Ozo Mantova | 0 – 0 | Novara |  |

| 27 settembre 1959 2ª giornata | Modena | 1 – 0 | Novara |  |

| 4 ottobre 1959 3ª giornata | Novara | 0 – 0 | Messina |  |

| 11 ottobre 1959 4ª giornata | Novara | 1 – 0 | Catanzaro |  |

| 18 ottobre 1959 5ª giornata | Brescia | 4 – 1 | Novara |  |

| 25 ottobre 1959 6ª giornata | Parma | 1 – 0 | Novara |  |

| 1º novembre 1959 7ª giornata | Novara | 0 – 0 | Lecco |  |

| 8 novembre 1959 8ª giornata | Novara | 1 – 2 | Verona |  |

| 15 novembre 1959 9ª giornata | Triestina | 2 – 0 | Novara |  |

| 22 novembre 1959 10ª giornata | Novara | 1 – 2 | Marzotto Valdagno |  |

| 29 novembre 1959 11ª giornata | Novara | 0 – 1 | Simmenthal-Monza |  |

| 13 dicembre 1959 12ª giornata | Cagliari | 0 – 0 | Novara |  |

| 20 dicembre 1959 13ª giornata | Venezia | 4 – 0 | Novara |  |

| 26 dicembre 1959 14ª giornata | Novara | 1 – 0 | Reggiana |  |

| 3 gennaio 1960 15ª giornata | Torino | 1 – 0 | Novara |  |

| 10 gennaio 1960 16ª giornata | Novara | 3 – 1 | Catania |  |

| 17 gennaio 1960 17ª giornata | Taranto | 1 – 0 | Novara |  |

| 24 gennaio 1960 18ª giornata | Novara | 1 – 2 | Como |  |

| 31 gennaio 1960 19ª giornata | Sambenedettese | 0 – 0 | Novara |  |

#### Girone di ritorno
| 8 febbraio 1960 20ª giornata | Novara | 2 – 1 | Ozo Mantova |  |

| 15 febbraio 1960 21ª giornata | Novara | 4 – 1 | Modena |  |

| 21 febbraio 1960 22ª giornata | Messina | 2 – 0 | Novara |  |

| 28 febbraio 1960 23ª giornata | Catanzaro | 2 – 1 | Novara |  |

| 6 marzo 1960 24ª giornata | Novara | 1 – 3 | Brescia |  |

| 13 marzo 1960 25ª giornata | Novara | 1 – 1 | Parma |  |

| 20 marzo 1960 26ª giornata | Lecco | 2 – 0 | Novara |  |

| 27 marzo 1960 27ª giornata | Verona | 0 – 2 | Novara |  |

| 3 aprile 1960 28ª giornata | Novara | 1 – 1 | Triestina |  |

| 10 aprile 1960 29ª giornata | Marzotto Valdagno | 0 – 2 | Novara |  |

| 17 aprile 1960 30ª giornata | Simmenthal-Monza | 1 – 2 | Novara |  |

| 24 aprile 1960 31ª giornata | Novara | 1 – 1 | Cagliari |  |

| 1º maggio 1960 32ª giornata | Novara | 1 – 0 | Venezia |  |

| 8 maggio 1960 33ª giornata | Reggiana | 2 – 1 | Novara |  |

| 15 maggio 1960 34ª giornata | Novara | 3 – 0 | Torino |  |

| 22 maggio 1960 35ª giornata | Catania | 3 – 1 | Novara |  |

| 26 maggio 1960 36ª giornata | Novara | 2 – 0 | Taranto |  |

| 29 maggio 1960 37ª giornata | Como | 2 – 2 | Novara |  |

| 5 giugno 1960 38ª giornata | Novara | 2 – 0 | Sambenedettese |  |

## Statistiche

### Statistiche di squadra
| Competizione | Punti | In casa | In casa | In casa | In casa | In casa | In casa | In trasferta | In trasferta | In trasferta | In trasferta | In trasferta | In trasferta | Totale | Totale | Totale | Totale | Totale | Totale | DR |
| Competizione | Punti | G       | V       | N       | P       | Gf      | Gs      | G            | V            | N            | P            | Gf           | Gs           | G      | V      | N      | P      | Gf     | Gs     | DR |
| ------------ | ----- | ------- | ------- | ------- | ------- | ------- | ------- | ------------ | ------------ | ------------ | ------------ | ------------ | ------------ | ------ | ------ | ------ | ------ | ------ | ------ | -- |
| Serie B      | 35    | 19      | 9       | 5       | 5       | 26      | 16      | 19           | 4            | 4            | 11           | 12           | 24           | 38     | 13     | 9      | 16     | 38     | 40     | -2 |
| Coppa Italia |       | -       | -       | -       | -       | -       | -       | 1            | 0            | 0            | 1            | 0            | 1            | 1      | 0      | 0      | 1      | 0      | 1      | -1 |
| Totale       |       | 19      | 9       | 5       | 5       | 26      | 16      | 20           | 4            | 4            | 12           | 12           | 25           | 39     | 13     | 9      | 17     | 38     | 41     | -3 |

### Statistiche dei giocatori
| Giocatore        | Serie B  | Serie B | Coppa Italia | Coppa Italia | Totale   | Totale |
| Giocatore        | Presenze | Reti    | Presenze     | Reti         | Presenze | Reti   |
| ---------------- | -------- | ------- | ------------ | ------------ | -------- | ------ |
| B. Albini        | 29       | 2       | 1            | 0            | 30       | 2      |
| A. Baira         | 24       | 1       | 1            | 0            | 25       | 1      |
| G. Cella         | 33       | 7       | -            | -            | 33       | 7      |
| B. Corbani       | 18       | 0       | 1            | 0            | 19       | 0      |
| S. Feccia        | 21       | 2       | 1            | 0            | 22       | 2      |
| S. Re Ferrè      | 1        | -4      | -            | -            | 1        | -4     |
| G. Galimberti    | 8        | 1       | -            | -            | 8        | 1      |
| F. Lena          | 36       | -34     | 1            | -1           | 37       | -35    |
| F. Macchi        | 11       | 2       | 1            | 0            | 12       | 2      |
| A. Manzino       | 21       | 2       | -            | -            | 21       | 2      |
| P. Mentani       | 29       | 14      | 1            | 0            | 30       | 14     |
| G. Miazza        | 27       | 0       | -            | -            | 27       | 0      |
| R. Passarin      | 26       | 1       | 1            | 0            | 27       | 1      |
| M. Renosto       | 19       | 2       | -            | -            | 19       | 2      |
| C. Rusconi       | 1        | -2      | -            | -            | 1        | -2     |
| C. Scaccabarozzi | 36       | 2       | 1            | 0            | 37       | 2      |
| G. Scaglia       | 9        | 1       | -            | -            | 9        | 1      |
| E. Stella        | 7        | 0       | 1            | 0            | 8        | 0      |
| C. Testa         | 12       | 0       | -            | -            | 12       | 0      |
| G. Udovicich     | 22       | 0       | -            | -            | 22       | 0      |
| D. Zanetti       | 6        | 0       | 1            | 0            | 7        | 0      |
| P. Zeno          | 22       | 1       | -            | -            | 22       | 1      |